# Ida Säll
Ida Säll, född 3 mars 1985, är en svensk författare som debuterade 2008. DN-kritikern Åsa Beckman beskrev debutboken Jenny Häggs mamma solar brösten i sovrummet som "en skicklig och stilsäker debut".
Säll har skrivit litteraturkritik i Svenska Dagbladet 2011–2017 med fokus på serieromaner och poesi.